# SIGLEC15
SIGLEC15 (англ. Sialic acid binding Ig like lectin 15) – білок, який кодується однойменним геном, розташованим у людей на короткому плечі 18-ї хромосоми. Довжина поліпептидного ланцюга білка становить 328 амінокислот, а молекулярна маса — 35 653.
| 10         |  | 20         |  | 30         |  | 40         |  | 50         |
| ---------- |  | ---------- |  | ---------- |  | ---------- |  | ---------- |
| MEKSIWLLAC |  | LAWVLPTGSF |  | VRTKIDTTEN |  | LLNTEVHSSP |  | AQRWSMQVPP |
| EVSAEAGDAA |  | VLPCTFTHPH |  | RHYDGPLTAI |  | WRAGEPYAGP |  | QVFRCAAARG |
| SELCQTALSL |  | HGRFRLLGNP |  | RRNDLSLRVE |  | RLALADDRRY |  | FCRVEFAGDV |
| HDRYESRHGV |  | RLHVTAAPRI |  | VNISVLPSPA |  | HAFRALCTAE |  | GEPPPALAWS |
| GPALGNSLAA |  | VRSPREGHGH |  | LVTAELPALT |  | HDGRYTCTAA |  | NSLGRSEASV |
| YLFRFHGASG |  | ASTVALLLGA |  | LGFKALLLLG |  | VLAARAARRR |  | PEHLDTPDTP |
| PRSQAQESNY |  | ENLSQMNPRS |  | PPATMCSP   |  |            |  |            |

A: Аланін

C: Цистеїн

D: Аспарагінова кислота

E: Глутамінова кислота

F: Фенілаланін

G: Гліцин

H: Гістидин

I: Ізолейцин

K: Лізин

L: Лейцин

M: Метіонін

N: Аспарагін

P: Пролін

Q: Глутамін

R: Аргінін

S: Серин

T: Треонін

V: Валін

W: Триптофан

Задіяний у такому біологічному процесі, як альтернативний сплайсинг. 
Локалізований у мембрані.